# Douliou-douliou Saint-Tropez
Douliou-douliou Saint-Tropez (souvent erronément intitulé Do you do you Saint-Tropez) est une chanson française composée par Raymond Lefebvre et Paul Mauriat, écrite par le parolier marseillais André Pascal, pour le film Le Gendarme de Saint-Tropez, en 1964. L'actrice Geneviève Grad interprète la chanson dans le film.
Inspirée par la variété yéyé du moment, la chanson est un twist, à la croisée de la surf music et de la danse Hully-Gully. Nicole l'entonne dans un bar avec ses nouveaux amis de la jeunesse dorée de Saint-Tropez, alors que son père — l'autoritaire gendarme incarné par Louis de Funès — lui a interdit de sortir la nuit. Les paroles évoquent l'insouciance de la jeunesse, le soleil, la plage, la détente, la fête, l'alcool et la liberté sexuelle. Raymond Lefebvre et Paul Mauriat élaborent la chanson avant le tournage, tandis que le reste de la bande originale du film est écrit après. La musique sert également de générique d'ouverture. 
Grand succès des années 1960, le morceau est l'ajout « jeune » de ce premier Gendarme, en partie responsable de l'attrait du public. Il rejoint d'autres chansons reflétant la soudaine popularité de Saint-Tropez dans la décennie, dont Saint-Tropez Blues de Marie Laforêt, Twist à Saint-Tropez des Chats sauvages et La Madrague par Brigitte Bardot. Il n'apparaît toutefois plus dans les suites, au contraire de la très populaire Marche des Gendarmes. Le titre connaît ensuite une notoriété internationale par sa reprise par la chanteuse québécoise Jenny Rock en 1965, suivie par d'autres interprètes pendant plus de cinquante ans. Au XXIe siècle, la chanson demeure une référence emblématique pour la cité balnéaire.

## Création de la chanson

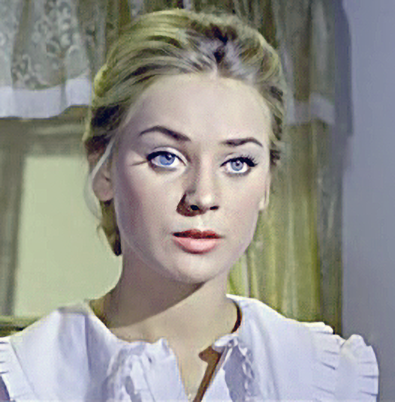
Geneviève Grad, ici en 1963, chante Douliou-douliou Saint-Tropez dans Le Gendarme de Saint-Tropez.

Travaillant ensemble pour le cinéma depuis le début des années 1960, Raymond Lefebvre et Paul Mauriat sont engagés pour la bande originale du film Le Gendarme de Saint-Tropez de Jean Girault, après avoir mis en musique la précédente comédie du réalisateur, Faites sauter la banque,,. Ce nouveau film de Girault nécessite une chanson moderne pour le personnage de Nicole Cruchot,. Les compositeurs élaborent le morceau avant le tournage,,,. Le reste de la musique du film doit être composé plus tard.
Pleinement inspirée par la variété yéyé du moment, la chanson est un twist et peut être rattachée aux courants de la surf music et de la danse Hully-Gully,,,,,. Anne Germain fait partie des chœurs répétant « Douliou douliou douliou Saint-Tropez »,. Le journaliste Henry-Jean Servat explique que « douliou » signifierait selon lui, « doux lieu » en provençal,. Pour Var-Matin, ce « douliou douliou » serait simplement du yaourt. Le leitmotiv de l'auteur s'inspire surtout de l'interrogation en anglais do you ? (« est-ce que vous ? »), très en vogue au début des années 1960, période yéyé. Selon le chroniqueur musical Serge Llado, la mélodie et cette répétition des paroles ressemblent au refrain de la chanson américaine Do You Wanna Dance? de Bobby Freeman sortie en 1958, reprise par le groupe britannique Cliff Richard and the Shadows en 1962 et ensuite diffusée en France la même année par la version de Dick Rivers,.
Dans le film, le personnage de Nicole Cruchot, fille du gendarme incarné par Louis de Funès, chante avec ses nouveaux amis dans un bar, alors que son père lui a interdit de sortir la nuit,,,. Les paroles évoquent l'insouciance de la jeunesse, le soleil, la plage, la détente, la fête, l'alcool et la liberté sexuelle — Nicole cherche durant le film à s'intégrer parmi la jeunesse dorée de Saint-Tropez,,. La scène est tournée, à l'été 1964, sans que la musique ne soit encore enregistrée. Raymond Lefebvre raconte d'ailleurs que, lors du tournage de la scène, le pianiste donnant le rythme en l'absence d'un playback a fait des fautes de mesures lorsque Geneviève Grad chantait : Lefebvre était donc obligé de conserver ces erreurs en enregistrant le morceau, pour que le son colle à l'image. La chanson, sans ses couplets, constitue également le générique du film. Elle ne réapparaît pas dans les suites, au contraire de la très populaire Marche des Gendarmes,,.

## Éditions, succès et postérité

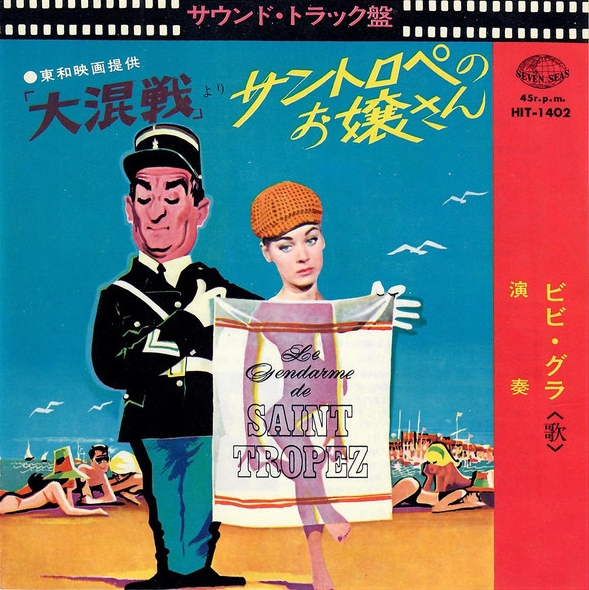
Pochette du single japonais de la bande originale du film, incluant la chanson.

Douliou-douliou Saint-Tropez paraît dans l'album 45 tours de la bande originale du film sorti en 1964 sous le label Riviera,. Un single de deux titres est également édité au Japon par Seven Seas en 1967,. La chanson est ensuite présente dans toutes les éditions des musiques du Gendarme, en CD ou en téléchargement. Le titre figure également en 1999 dans Twist Again au ciné, CD compilant des chansons twist créées pour des films,.
À l'instar du film, la chanson remporte un grand succès dans les années 1960,. C'est l'ajout « jeune » de ce premier Gendarme, en partie responsable de l'attrait du public,. Ce titre fait suite à de nombreuses chansons reflétant la soudaine popularité de Saint-Tropez dans la décennie : Amour de Saint-Tropez des Peters Sisters en 1958, Saint-Tropez Blues de Marie Laforêt en 1960, Twist à Saint-Tropez des Chats sauvages en 1961, Madison à Saint-Tropez de Cris Carol en 1962, Saint-Tropez Twist de Peppino di Capri en 1963 et La Madrague par Jean-Max Rivière et Brigitte Bardot en 1963,,,. En cette période de forte influence de la musique américaine, une partie du public pense que la chanson est dans un franglais improbable : « do you, do you, do you Saint-Tropez » (littéralement « Est-ce que tu, est-ce que tu, est-ce que tu, Saint-Tropez »),,.
Le titre connaît ensuite une notoriété internationale par sa reprise par la chanteuse québécoise Jenny Rock en 1965,. D'autres interprètes la reprennent pendant plus de cinquante ans,. Des décennies plus tard, la chanson demeure une référence emblématique pour la cité balnéaire,,,. Le journaliste musical Bertrand Dicale, également biographe de Louis de Funès, considère que la naïveté du texte et son côté twist ancre la gloire de la ville dans le passé des années 1960, rendant ainsi vaine toute tentative de modernisation .

### Documentaires
- 2005 : Jean-Paul Girbal, La saga des gendarmes, 52 minutes, SND / M6 Vidéo (documentaire présent dans les suppléments des éditions vidéo et le livre de Sylvain Raggianti)
- 2014 : Jérôme Wybon, Louis de Funès et les gendarmes, Paris Première Intervenants : Bertrand Dicale (biographe), Sylvain Raggianti (biographe), Richard Balducci, Michel Galabru, Nicaise Jean-Louis, Rémy Julienne, Patrice Laffont, Maurice RischInterview d'archives : Louis de Funès, Michel Modo, Raymond Lefebvre